# Erythrodontium engleri
Erythrodontium engleri är en bladmossart som beskrevs av Jean Édouard Gabriel Narcisse Paris 1896. Erythrodontium engleri ingår i släktet Erythrodontium och familjen Entodontaceae. Inga underarter finns listade i Catalogue of Life.